# 캡틴 아메리카: 브레이브 뉴 월드
《캡틴 아메리카: 브레이브 뉴 월드》(영어: Captain America: Brave New World)는 2025년 개봉한 미국의 슈퍼히어로 영화이다. 마블 시네마틱 유니버스(MCU)의 34번째 영화이자 영화 《캡틴 아메리카》 시리즈의 네 번째 영화이다.

## 줄거리
새디어스 로스가 미국 대통령으로 당선된 지 5개월 후, 그는 새로운 캡틴 아메리카인 샘 윌슨과 새로운 팰컨인 호아킨 토레스를 멕시코 오아하카로 파견해 사이드와인더와 그의 용병 집단 서펀트에게 탈취된 기밀 물품의 불법 거래를 저지하도록 한다. 윌슨과 토레스는 해당 물품을 회수하는 데 성공하지만, 사이드와인더는 도주한다. 토레스는 윌슨의 과거 정체성이었던 팰컨의 이름을 물려받게 되어 들떠 있지만, 윌슨은 자신과 토레스 모두 전 캡틴 아메리카인 스티브 로저스처럼 초능력을 지니고 있지 않다는 점에서 토레스를 위험한 임무에 연루시키는 것에 대해 망설인다. 작전 이후, 윌슨과 토레스는 미국 정부에 의해 수감되고 실험 대상이 되었던 초인병 아이재아 브래들리와 함께 훈련을 받는다.

## 출연
- 앤서니 매키 - 샘 윌슨 / 캡틴 아메리카
- 대니 라미레즈 - 호아킨 토레스 / 팔콘
- 칼 럼블리 - 아이제이아 브래들리
- 잔카를로 에스포지토 - 세스 볼커 / 사이드와인더
- 팀 블레이크 넬슨 - 새뮤얼 스턴스 / 리더
- 시라 하스 - 사브라
- 리브 타일러 - 베티 로스
- 해리슨 포드 - 새디어스 "선더볼트 로스 / 레드 헐크
- 쇼사 로크모어 - 레일라 테일러 역
- 세스 롤린스 - 클라우스 부히스 역
- 히라 타케히로 - 오자키 총리 역
- 로사 살라자르 -: 레이첼 레이튼 / 다이아몬드 백 역
- 푸옹 쿠바키 - 경호 요원 역
- 레이첼 마카리안 - 대통령 보좌관 역
- 에밀리 반캠프 - 샤론 카터 역
- 칼 럼블리 - 아이제아 브래들리 역
- 마크 러팔로 - 브루스 배너 / 헐크 역
- 미상 - 티아무트 역
- 윌리엄 마크 맥퀄러 - 데니스 던피 역
- 요하네스 하우쿠르 요하네손 - 데이비스 로퍼스 / 코퍼헤드 역
- 세바스찬 스탠 - 버키 반즈 / 윈터 솔져 역
- 호시노 타카노리 - 일본측 전투기 조종사 역 (목소리)